# Quatuors à cordes op. 20 de Joseph Haydn

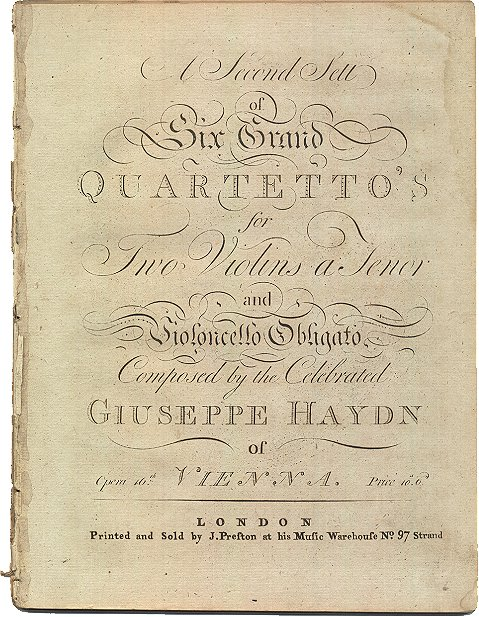
Édition de 1782 des quatuors opus 20, publiée par Preston à Londres

Les six quatuors à cordes, op. 20, Hob. III:31-36, de Joseph Haydn ont contribué à conférer au compositeur le surnom de « père du quatuor à cordes ». Composés en 1772, ils sont considérés comme un tournant dans l’histoire de la composition. Influencé par les nouvelles idées philosophiques et politiques du « Sturm und Drang » émergeant à cette époque en Europe, Haydn y développe des techniques compositionnelles qui définiront par la suite les grandes lignes de l'écriture des quatuors. Certains musicologues voient dans l’écriture de ces quatuors une influence directe de ce nouveau courant de pensée.

## Quatuor à cordes enfa mineur,op.20no5

### Composition
1. Allegro moderato, à
2. Minuetto, à
3. Adagio, à
4. Finale : Fuga a due soggetti, à

### Analyse
Le Quatuor à cordes en fa mineur, op. 20 no 5, Hob. III:35, est considéré comme le plus « sombre » des quatuors de l’opus 20. Dans la phrase introductrice du premier mouvement, le violon donne le ton avec une mélodie sombre et envoutante. « On peut imaginer que Haydn a voulu tester toute l’étendue du mode mineur dans cette nouvelle combinaison instrumentale » écrit Roger Parker. Les phrases s’enchainent sans interruption ; Haydn les juxtapose, la fin de l’une devenant le début de l’autre évitant ainsi de faire des cadences. Durant le premier mouvement et même tout le long du quatuor, le premier violon joue sa partie soliste. Les autres instruments quant à eux jouent un rôle important quoique indépendant. Lors de la réexposition Haydn agrémente ses mélodies d’ornements et la coda passe par diverses tonalités (ré majeur et sol mineur) avant d’achever dans la tonalité principale de fa mineur.
Le menuet est lui aussi dans la tonalité de fa mineur. Bien que portant le titre de menuet, celui-ci ne possède pas le caractère dansant de ce style de musique. En effet la structure y est irrégulière.
Le mouvement lent est une sicilienne dans la tonalité homonyme de fa majeur. Le thème en 6/8 se retrouve tout au long du mouvement ne cessant de varier tandis que le violon joue sa partie parfois s’inspirant du thème, parfois s’en éloignant.
Le dernier mouvement est une fugue à deux sujets. Le sujet principal est un motif standard de fugue fréquemment utilisé dans la musique du style baroque (comme on peut le retrouver dans Le Messie de Haendel). Bien que sa fugue soit construite dans la plus pure tradition baroque, Haydn y insuffle une structure dramatique, faisant appel à de grands contrastes dans les nuances qu’il utilise.

## Quatuor à cordes enla majeur,op.20no6

### Composition
1. Allegro di molto e scherzando
2. Adagio. Cantabile
3. Menuetto. Allegretto
4. Finale : Fuga a 3 soggetti. Allegro